# 14-es busz (Debrecen)
A debreceni 14-es jelzésű autóbusz a Nagyállomás és az IT Services Hungary Kft. között közlekedeik, akárcsak a 10-es, viszont más útvonalon. 28 perces útja során a Liget lakóparkot, a helyközi autóbusz-állomást, a Segner teret és a Nagyállomást is érinti.

## Története

### A régi 14-es (1967-2011)
A 14-es busz 1967-ben indult a Nagyállomás és a Trafóállomás között. Ekkor a Nagyállomás - Vörőshadsereg útja - Hatvan utca - Bethlen utca - Mester utca - Csemete utca - Dózsa György utca - Végh Dezső utca - Gyöngyösi utca - Tanácsköztársaság utca - Dóczy József utca - Kartács utca - Doberdó utca - Böszörményi út - Trafóállomás útvonalon közlekedett. 1976. szeptember 1-jétől a 10-es és 14-es buszok a Tanácsköztársaság útján közlekedtek a Dózsa György utca helyett. 1984 évelejétől a Tanácsköztársaság útja után a Bolyai utca - Böszörményi út - Trafóállomás útvonalon közlekedett. 2000. augusztus 21-től a főtér átépítése miatt már a Kálvin tér - Hunyadi utca útvonalon érte el az Egyetem sugárutat, majd következő év tavaszától már a Széchenyi utca - Nyugati utca - Hatvan utca - Bethlen utca útvonalon kerülte ki a főteret. 2006. szeptember 1-től a Trafóállomás helyett már a Vezér utcáig közlekedett. Így közlekedett egészen 2011-es megszűnéséig. Ekkor a 10/10A/10Y, a 22/22Y és a 24/24Y buszok vették át a szerepét.

### Az új 14-es (2019-től)
2019. december 2-től a város egyik leghosszabb járatát, a 11-es buszt ketté vágják. A 11-es csak a Mester utcáig közlekedik, onnan pedig a Pesti utcán át a Segner térre közlekedik. A vonal nyugati részét az új 14-es busz veszi át, amely egyúttal összekötést biztosít több olyan létesítménnyel, mely jelenleg nem biztosított. 2020. március 2-től a 14-es busz már a Piac utca - Széchenyi utca útvonalon közlekedik, valamint ezen a napon indul el betétjárata a 14I busz, mely a belvárosi közintézményeket érintve halad a Nagyállomásra.

## Járművek
A viszonylaton Alfa Cívis 12 szólóbuszok, és Alfa Cívis 18 csuklós buszok is közlekednek.

## Útvonala
| Év        | Végállomások                           | Útvonal oda | Útvonal vissza |
| --------- | -------------------------------------- | --- | --- |
| 1967-1976 | Nagyállomás – Trafóállomás             | Piac utca – Kossuth tér – Hatvan utca – Bethlen utca – Mester utca – Csemete utca – Dózsa György utca – Nádor utca – Gyöngyösi utca – Egyetem sugárút – Egyetem tér – Dóczy József utca – Kartács utca – Doberdó utca – Böszörményi út | Böszörményi út – Doberdó utca – Kartács utca – Dóczy József utca – Egyetem tér – Egyetem sugárút – Gyöngyösi utca – Nádor utca – Dózsa György utca – Mester utca – Bethlen utca – Hatvan utca – Kossuth tér – Piac utca |
| 1976-1984 | MÁV állomás – Trafóállomás             | Piac utca – Kossuth tér – Hatvan utca – Bethlen utca – Egyetem sugárút – Egyetem tér – Dóczy József utca – Kartács utca – Doberdó utca – Böszörményi út                                                                                | Böszörményi út – Doberdó utca – Kartács utca – Dóczy József utca – Egyetem tér – Egyetem sugárút – Bethlen utca – Hatvan utca – Kossuth tér – Piac utca                                                                 |
| 1984-2000 | MÁV állomás – Trafóállomás             | Piac utca – Kossuth tér – Hatvan utca – Bethlen utca – Egyetem sugárút – Egyetem tér – Bolyai utca – Böszörményi út | Böszörményi út – Bolyai utca – Egyetem tér – Egyetem sugárút – Bethlen utca – Hatvan utca – Kossuth tér – Piac utca |
| 2000-2001 | Nagyállomás – Trafóállomás             | Piac utca – Kossuth tér – Kálvin tér – Hunyadi utca – Bethlen utca – Egyetem sugárút – Egyetem tér – Bolyai utca – Böszörményi út | Böszörményi út – Bolyai utca – Egyetem tér – Egyetem sugárút – Bethlen utca – Hunyadi utca – Kálvin tér – Kossuth tér – Piac utca                                                                                       |
| 2001-2006 | Nagyállomás – Trafóállomás             | Piac utca – Széchenyi utca – Nyugati utca – Hatvan utca – Bethlen utca – Egyetem sugárút – Egyetem tér – Bolyai utca – Böszörményi út                                                                                                  | Böszörményi út – Bolyai utca – Egyetem tér – Egyetem sugárút – Bethlen utca – Hatvan utca – Segner tér – Nyugati utca – Széchenyi utca – Piac utca                                                                      |
| 2006-2011 | Nagyállomás – Vezér utca               | Piac utca – Széchenyi utca – Nyugati utca – Hatvan utca – Bethlen utca – Egyetem sugárút – Egyetem tér – Bolyai utca – Böszörményi út                                                                                                  | Böszörményi út – Bolyai utca – Egyetem tér – Egyetem sugárút – Bethlen utca – Hatvan utca – Segner tér – Nyugati utca – Széchenyi utca – Piac utca                                                                      |
|           |                                        | | |
| 2019-2020 | Nagyállomás – IT Services Hungary Kft. | Erzsébet utca – Külsővásártér – Nyugati utca – Hatvan utca – Bethlen utca – Mester utca – Bartók Béla út – Csigekert utca – Szabó Lőrinc utca – Károli Gáspár utca – Vezér utca                                                        | Rugó utca – Vezér utca – Károli Gáspár utca – Szabó Lőrinc utca – Csigekert utca – Bartók Béla út – Mester utca – Bethlen utca – Hatvan utca – Segner tér – Nyugati utca – Külsővásártér – Erzsébet utca                |
| 2020-től  | Nagyállomás – IT Services Hungary Kft. | Piac utca – Széchenyi utca – Nyugati utca – Hatvan utca – Bethlen utca – Mester utca – Bartók Béla út – Csigekert utca – Szabó Lőrinc utca – Károli Gáspár utca – Vezér utca                                                           | Vezér utca – Károli Gáspár utca – Szabó Lőrinc utca – Csigekert utca – Bartók Béla út – Mester utca – Bethlen utca – Hatvan utca – Segner tér – Nyugati utca – Széchenyi utca – Piac utca                               |

## Megállóhelyei
| 0  | Nagyállomás végállomás                             | 28 | 1, 2 10, 10A, 10Y, 14I, 16, 18, 18Y, 21, 30, 30A, 30I, 30N, 37, 39, 39X, 42, 42A, 43, 44, 46, 46E, 46H, 47, 47Y, 48, 49, 49Y, 146, A1, Airport1 5, 5A Helyközi buszok S506 sebesvonat, gyorsvonat, IC, EC, expresszvonat |
| 2  | Petőfi tér                                         | 26 | 1, 2 42, 42A, Airport2 |
| 3  | Piac utca (↓) Kistemplom (↑)                       | 24 | 1, 2 19, 42, 42A, A1, Airport2 |
| 5  | Debreceni Törvényszék (↓) Debreceni Ítélőtábla (↑) | 23 | 25, 25Y, 41, 41Y, 42, 42A, 45, 125, 125Y, Airport2 3, 3A, 4 |
| 6  | Helyközi Autóbusz Állomás                          | 22 | 3, 3A, 4, 5, 5A 10, 10A, 10Y, 19, 25, 25Y, 34, 35, 35Y, 36, 41, 41Y, 42, 42A, 45, 46, 46E, 46H, 49, 49Y, 125, 125Y, 146, A1 Helyközi buszok                                                                              |
| 7  | Segner tér                                         | 20 | 3, 3A, 4, 5, 5A 10, 10A, 10Y, 11, 13, 17, 17A, 24, 24Y, 25, 25Y, 33, 33E, 34, 35, 35E, 35Y, 36, 42, 42A, 45, 46, 46E, 46H, 49, 49Y, 125, 125Y, 146, A1 Helyközi buszok                                                   |
| 9  | Hatvan utca                                        | 18 | 10, 10A, 10Y, 13, 22, 22Y, 24, 24Y, 33, 34, 35, 35Y, 36 |
| 10 | Kölcsey Központ (Bethlen utca) (↓) Jókai utca (↑)  | 16 | 2 10, 10A, 10Y, 11, 13, 14I, 15, 15Y, 22, 22Y, 24, 24Y, 33, 43 |
| 13 | Mester utca                                        | 14 | 11, 12, 14I, 15, 15Y, 43 |
| 15 | Károli Gáspár tér (↓) Vendég utca (↑)              | 13 | 11, 12, 14I, 15, 15Y, 22, 22Y, 24, 24Y, 33E, 34, 35, 35E, 35Y, 36, 36E, 42, 42A, 43 |
| 16 | Kenézy Gyula Kórház                                | 10 | 14I, 42, 42A, 43 |
| 17 | Bölcs utca                                         | 9  | 14I |
| 18 | Csigekert utca                                     | 8  | 14I |
| 20 | Szabó Lőrinc utca                                  | 6  | 14I |
| ∫  | Tessedik Sámuel utca                               | 5  | 14I |
| 22 | Károli Gáspár utca                                 | 3  | 14I |
| 23 | Vezér utca                                         | 2  | 10, 10Y, 14I, 50 |
| ∫  | Rugó utca                                          | 1  | 10, 10Y, 14I, 50 |
| 24 | IT Services Hungary Kft. végállomás                | 0  | 10, 10Y, 14I, 50 |